# Alas Chiricanas
Alas Chiricanas fue una aerolínea regional de Panamá, que operó desde 1980 hasta 1994. 
Realizaba vuelos domésticos dentro del país y después de que la compañía sufriera el atentado contra una de sus aeronaves dejó de operar; su competidor principal Aeroperlas absorbería parte de la flota.

## Flota histórica
Alas Chiricanas operó las siguientes aeronaves durante su existencia.
| Aeronaves                   | Total | Introducido | Retirado | Matrículas                              |
| --------------------------- | ----- | ----------- | -------- | --------------------------------------- |
| De Havilland Canada Dash 7  | 3     | 1993        | 1994     | N4860J, HP-1250AHC y HP-1242AHC         |
| Douglas DC-3                | 2     | 1982        | 1987     | HK-3286 y HP-446                        |
| Embraer EMB 110 Bandeirante | 4     | 1982        | 1995     | HP-931AC, HP-1202A, HP-1012 y HP-1177AC |

## Accidentes e incidentes
- El 19 de julio de 1994, el vuelo 901 de Alas Chiricanas estalló mientras iba en ruta desde Colón hacia Ciudad de Panamá. Todos los pasajeros (18) y tres miembros de la tripulación fallecieron. La explosión fue causada por una bomba en donde el grupo islámico militante Hezbolá estuvo bajo sospecha de planear el ataque; aunque Panamá no tuviera ninguna conexión con el conflicto israelí-palestino.[3]